# Sport Club Santos Dumont
L'Sport Club Santos Dumont fou un club de futbol brasiler de la ciutat de Salvador a l'estat de Bahia.

## Història
El club va néixer el 3 de maig de 1904, essent batejat en honor el pioner de l'aviació al Brasil, Alberto Santos-Dumont. Guanyà un cop el campionat baiano l'any 1910. Desaparegué l'any 1913.

## Palmarès
- Campionat baiano:
  - 1910

## Estadi
L'Sport Club Santos Dumont disputava els seus partits com a local a l'Estadi Campo da Pólvora, amb una capacitat per a 2.000 espectadors.